# 2015 PZ330
2015 PZ330 est un un objet de la ceinture de Kuiper encore mal connu puisqu'observé sur une vingtaine de jours.